# Gestatten, mein Name ist Cox (Fernsehserie)
Gestatten, mein Name ist Cox! ist eine von Gyula Trebitsch in Hamburg in Schwarz-Weiß produzierte Fernsehserie, die in den Jahren 1961 und 1965 im Vorabendprogramm der ARD ausgestrahlt wurde. Die Serie basiert auf der gleichnamigen Romanserie des deutschen Schriftstellerpaares Rolf und Alexandra Becker.

## Handlung
Die hübsche Elena Morrison, Verlobte von Paul Cox (Günter Pfitzmann), besitzt einen Handkoffer, der für einige skrupellose Ganoven von großem Interesse zu sein scheint. Als Elena plötzlich spurlos verschwindet, begeben sich Cox und auch dessen Freund Thomas Richardson auf die Suche und werden immer tiefer in die üblen Machenschaften der Unterwelt hineingezogen. Elenas Bruder Francis Morrison scheint seine Finger im Spiel zu haben.
Für die Lösung dieses Falls benötigt Cox 13 Folgen (Staffel 1), klärt aber nebenbei und auch in den zweiten 13 Folgen (Staffel 2) noch etliche weitere Fälle auf.

## Schauspieler und Rollen
Die folgende Tabelle zeigt die Schauspieler mit mehr als einem Auftritt und gegebenenfalls ihre Rollen.
| Schauspieler        | Rolle                      | Folgen |
| ------------------- | -------------------------- | ------ |
| Wolf Ackva          | Francis Morrison           | 13     |
| Lukas Ammann        | Stewart                    | 13     |
| Paul Bös            |                            | 13     |
| Hans Daniel         | Sergeant Stevens           | 7      |
| Rudolf Fenner       | Alvarez Quinto             | 2      |
| Wolf Frees          | Inspektor Carter           | 13     |
| Gerda-Maria Jürgens |                            | 14     |
| Christiane Maybach  | Joan Van Meeren            | 4      |
| Wolfgang Neuss      | Thomas Richardson          | 13     |
| Gert Niemitz        |                            | 13     |
| Panos Papadopulos   | Charlie Popkins            | 13     |
| Günter Pfitzmann    | Paul Cox                   | 26     |
| Joachim Rake        | Carletti                   | 14     |
| Paul Edwin Roth     | Mr. Patterson              | 13     |
| Karl Schill         |                            | 13     |
| Annelies Schmiedel  | Mrs. Shanders              | 8      |
| Ellen Schwiers      | Elena Morrison             | 13     |
| Max Walter Sieg     |                            | 13     |
| Christa Siems       |                            | 13     |
| Manfred Steffen     |                            | 14     |
| Gudrun Thielemann   |                            | 13     |
| Herbert Tiede       | Sergeant/Inspektor Collins | 20     |
| Katharina Treller   |                            | 13     |
| Carl Voscherau      |                            | 13     |
| Adeline Wagner      | Schwarze Witwe             | 14     |
| Liselotte Willführ  |                            | 13     |

## Episoden

### Staffel 1
| Folge | Titel       | Erstausstrahlung  |
| ----- | ----------- | ----------------- |
| 1     | Episode #1  | 4. Oktober 1961   |
| 2     | Episode #2  | 11. Oktober 1961  |
| 3     | Episode #3  | 18. Oktober 1961  |
| 4     | Episode #4  | 25. Oktober 1961  |
| 5     | Episode #5  | 1. November 1961  |
| 6     | Episode #6  | 8. November 1961  |
| 7     | Episode #7  | 15. November 1961 |
| 8     | Episode #8  | 29. November 1961 |
| 9     | Episode #9  | 6. Dezember 1961  |
| 10    | Episode #10 | 13. Dezember 1961 |
| 11    | Episode #11 | 20. Dezember 1961 |
| 12    | Episode #12 | 27. Dezember 1961 |
| 13    | Episode #13 | 28. Dezember 1961 |

### Staffel 2
| Folge | Titel                           | Erstausstrahlung  |
| ----- | ------------------------------- | ----------------- |
| 1     | Springen gehört zum Handwerk    | 4. Oktober 1965   |
| 2     | Eine reizende Abendgesellschaft | 11. Oktober 1965  |
| 3     | Falsch verbunden                | 18. Oktober 1965  |
| 4     | Circusgeschichte                | 25. Oktober 1965  |
| 5     | Darf ich um Feuer bitten?       | 1. November 1965  |
| 6     | Das Mörderhaus                  | 8. November 1965  |
| 7     | Das vierte Manuskript           | 15. November 1965 |
| 8     | Das Ausstellungsstück           | 22. November 1965 |
| 9     | Mord mit umgekehrten Vorzeichen | 29. November 1965 |
| 10    | Der Fingerabdruck               | 6. Dezember 1965  |
| 11    | 1000 Pfund suchen einen Täter   | 13. Dezember 1965 |
| 12    | Das Collier                     | 20. Dezember 1965 |
| 13    | Jedes Geschäft hat sein Risiko  | 27. Dezember 1965 |

## DVD-Veröffentlichung
Die Serie wurde am 26. September 2006 in einer Komplettbox (4 DVDs) mit allen 26 Folgen von Studio Hamburg Enterprises veröffentlicht.